# Adlington, Lancashire
Adlington är en ort och civil parish i grevskapet Lancashire i England. Orten ligger i distriktet Chorley, strax söder om staden Chorley. Tätortsdelen (built-up area sub division) Adlington hade 9 211 invånare vid folkräkningen år 2011.